# Каракол (водоспад)
Водоспад Каракол (порт. Cascata do Caracol — «водоспад равлика») — водоспад у Парку Каракол на річці Каракол в гірському хребті Серра-Гауша. Він розташований в мунціипалітеті Канела, штат Ріу-Гранді-ду-Сул, Бразилія.
Водоспад знаходиться в лісі, де спадає з базальтової скелі з висоти 131 м. Це не найвищий і не наймогутніший водоспад країни, але близькість великих міст, доступність й мальвнича місцевість робить його популярним серед туристів. До основи водоспаду збудовані сходи з 927 сходинками, багато охочих підіймаються на пагорб, щоб подивитися на водоспад згори.